# Melitaea sabina
Melitaea sabina är en fjärilsart som beskrevs av Wright 1906. Melitaea sabina ingår i släktet Melitaea och familjen praktfjärilar. Inga underarter finns listade i Catalogue of Life.